# 24 ur Le Mansa 1988
24 ur Le Mansa 1988 je bila šestinpetdeseta vzdržljivostna dirka 24 ur Le Mansa in peta dirka Svetovnega prvenstva športnih dirkalnikov v sezoni 1988. Potekala je 11. in 12. junija 1988.

## Rezultati

### Uvrščeni
NC = neuvrščeni - niso prevozili 70% razdalje zmagovalca, DNF = odstop, DNS = niso štartali
| Poz    | Razred | Št  | Moštvo                                | Dirkači                                                 | Šasija                             | Gume | Krogi |
| Poz    | Razred | Št  | Moštvo                                | Dirkači                                                 | Motor                              | Gume | Krogi |
| ------ | ------ | --- | ------------------------------------- | ------------------------------------------------------- | ---------------------------------- | ---- | ----- |
| 1      | C1     | 2   | Silk Cut Jaguar Tom Walkinshaw Racing | Jan Lammers Johnny Dumfries Andy Wallace                | Jaguar XJR-9LM                     | D    | 394   |
| 1      | C1     | 2   | Silk Cut Jaguar Tom Walkinshaw Racing | Jan Lammers Johnny Dumfries Andy Wallace                | Jaguar 7.0L V12                    | D    | 394   |
| 2      | C1     | 17  | Porsche AG                            | Hans Joachim Stuck Klaus Ludwig Derek Bell              | Porsche 962C                       | D    | 394   |
| 2      | C1     | 17  | Porsche AG                            | Hans Joachim Stuck Klaus Ludwig Derek Bell              | Porsche Type-935 3.0L Turbo Flat-6 | D    | 394   |
| 3      | C1     | 8   | Blaupunkt Joest Racing                | Frank Jelinski Louis Krages Stanley Dickens             | Porsche 962C                       | G    | 385   |
| 3      | C1     | 8   | Blaupunkt Joest Racing                | Frank Jelinski Louis Krages Stanley Dickens             | Porsche Type-935 2.8L Turbo Flat-6 | G    | 385   |
| 4      | C1     | 22  | Silk Cut Jaguar Tom Walkinshaw Racing | Derek Daly Kevin Cogan Larry Perkins                    | Jaguar XJR-9LM                     | D    | 383   |
| 4      | C1     | 22  | Silk Cut Jaguar Tom Walkinshaw Racing | Derek Daly Kevin Cogan Larry Perkins                    | Jaguar 7.0L V12                    | D    | 383   |
| 5      | C1     | 7   | Blaupunkt Joest Racing                | David Hobbs Didier Theys Franz Konrad                   | Porsche 962C                       | G    | 380   |
| 5      | C1     | 7   | Blaupunkt Joest Racing                | David Hobbs Didier Theys Franz Konrad                   | Porsche Type-935 2.8L Turbo Flat-6 | G    | 380   |
| 6      | C1     | 19  | Porsche AG                            | Mario Andretti Michael Andretti John Andretti           | Porsche 962C                       | D    | 375   |
| 6      | C1     | 19  | Porsche AG                            | Mario Andretti Michael Andretti John Andretti           | Porsche Type-935 3.0L Turbo Flat-6 | D    | 375   |
| 7      | C1     | 5   | Repsol Brun Motorsport                | Jésus Pareja Massimo Sigala Uwe Schäfer                 | Porsche 962C                       | M    | 372   |
| 7      | C1     | 5   | Repsol Brun Motorsport                | Jésus Pareja Massimo Sigala Uwe Schäfer                 | Porsche Type-935 3.0L Turbo Flat-6 | M    | 372   |
| 8      | C1     | 11  | Leyton House Kremer Racing            | Kris Nissen Harald Grohs George Fouché                  | Porsche 962C                       | Y    | 371   |
| 8      | C1     | 11  | Leyton House Kremer Racing            | Kris Nissen Harald Grohs George Fouché                  | Porsche Type-935 3.0L Turbo Flat-6 | Y    | 371   |
| 9      | C1     | 10  | Kenwood Kremer Racing                 | Kunimitsu Takahashi Hideki Okada Bruno Giacomelli       | Porsche 962CK6                     | Y    | 370   |
| 9      | C1     | 10  | Kenwood Kremer Racing                 | Kunimitsu Takahashi Hideki Okada Bruno Giacomelli       | Porsche Type-935 2.8L Turbo Flat-6 | Y    | 370   |
| 10     | C1     | 33  | Takefuji Schuppan Racing Team         | Brian Redman Eje Elgh Jean-Pierre Jarier                | Porsche 962C                       | D    | 359   |
| 10     | C1     | 33  | Takefuji Schuppan Racing Team         | Brian Redman Eje Elgh Jean-Pierre Jarier                | Porsche Type-935 3.0L Turbo Flat-6 | D    | 359   |
| 11     | C1     | 72  | Primagaz Competition                  | Jürgen Lässig Pierre Yver Dudley Wood                   | Porsche 962C                       | G    | 356   |
| 11     | C1     | 72  | Primagaz Competition                  | Jürgen Lässig Pierre Yver Dudley Wood                   | Porsche Type-935 2.8L Turbo Flat-6 | G    | 356   |
| 12     | C1     | 36  | Toyota Team Tom's                     | Geoff Lees Masanori Sekiya Kazuyoshi Hoshino            | Toyota 88C                         | B    | 351   |
| 12     | C1     | 36  | Toyota Team Tom's                     | Geoff Lees Masanori Sekiya Kazuyoshi Hoshino            | Toyota 3S-GT 2.1L Turbo I4         | B    | 351   |
| 13     | C2     | 111 | Spice Engineering                     | Ray Bellm Gordon Spice Pierre de Thoisy                 | Spice SE88C                        | G    | 351   |
| 13     | C2     | 111 | Spice Engineering                     | Ray Bellm Gordon Spice Pierre de Thoisy                 | Ford Cosworth DFL 3.3L V8          | G    | 351   |
| 14     | C1     | 32  | Nissan Motorsports                    | Allan Grice Mike Wilds Win Percy                        | Nissan (March) R88C                | B    | 344   |
| 14     | C1     | 32  | Nissan Motorsports                    | Allan Grice Mike Wilds Win Percy                        | Nissan VRH30 3.0L Turbo V8         | B    | 344   |
| 15     | GTP    | 203 | Mazdaspeed Co. Ltd.                   | Yojiro Terada Dave Kennedy Pierre Dieudonné             | Mazda 757                          | D    | 337   |
| 15     | GTP    | 203 | Mazdaspeed Co. Ltd.                   | Yojiro Terada Dave Kennedy Pierre Dieudonné             | Mazda 13G 2.0L 3-Rotor             | D    | 337   |
| 16     | C1     | 21  | Silk Cut Jaguar Tom Walkinshaw Racing | Danny Sullivan Davy Jones Price Cobb                    | Jaguar XJR-9LM                     | D    | 331   |
| 16     | C1     | 21  | Silk Cut Jaguar Tom Walkinshaw Racing | Danny Sullivan Davy Jones Price Cobb                    | Jaguar 7.0L V12                    | D    | 331   |
| 17     | GTP    | 201 | Mazdaspeed Co. Ltd.                   | Yoshimi Katayama David Leslie Marc Duez                 | Mazda 767                          | D    | 330   |
| 17     | GTP    | 201 | Mazdaspeed Co. Ltd.                   | Yoshimi Katayama David Leslie Marc Duez                 | Mazda 13J 2.6L 4-Rotor             | D    | 330   |
| 18     | C2     | 115 | ADA Engineering                       | Ian Harrower Jiro Joneyama Hideo Fukuyama               | ADA 03                             | G    | 318   |
| 18     | C2     | 115 | ADA Engineering                       | Ian Harrower Jiro Joneyama Hideo Fukuyama               | Ford Cosworth DFL 3.3L V8          | G    | 318   |
| 19     | GTP    | 202 | Mazdaspeed Co. Ltd.                   | Takashi Yorino Hervé Regout Will Hoy                    | Mazda 767                          | D    | 305   |
| 19     | GTP    | 202 | Mazdaspeed Co. Ltd.                   | Takashi Yorino Hervé Regout Will Hoy                    | Mazda 13J 2.6L 4-Rotor             | D    | 305   |
| 20     | C2     | 123 | Charles Ivey Racing Team Istel        | Tim Harvey Chris Hodgetts John Sheldon                  | Tiga GC287                         | D    | 301   |
| 20     | C2     | 123 | Charles Ivey Racing Team Istel        | Tim Harvey Chris Hodgetts John Sheldon                  | Porsche Type-935 2.8L Turbo Flat-6 | D    | 301   |
| 21     | C2     | 124 | MT Sport Racing                       | Jean Messaoudi Pierre-Francois Rousselot Jean-Luc Roy   | Argo JM19C                         | A    | 300   |
| 21     | C2     | 124 | MT Sport Racing                       | Jean Messaoudi Pierre-Francois Rousselot Jean-Luc Roy   | Ford Cosworth DFL 3.3L V8          | A    | 300   |
| 22     | C2     | 177 | Automobiles Louis Descartes (ALD)     | Jacques Heuclin Louis Descartes Dominique Lacaud        | ALD 04                             | A    | 294   |
| 22     | C2     | 177 | Automobiles Louis Descartes (ALD)     | Jacques Heuclin Louis Descartes Dominique Lacaud        | BMW M80 3.5L I6                    | A    | 294   |
| 23     | C2     | 198 | Roy Baker Racing                      | Mike Allison David Andrews Steve Hynes                  | Tiga GC286                         | D    | 294   |
| 23     | C2     | 198 | Roy Baker Racing                      | Mike Allison David Andrews Steve Hynes                  | Ford Cosworth DFL 3.3L V8          | D    | 294   |
| 24     | C1     | 37  | Toyota Team Tom's                     | Paolo Barilla Hitoshi Ogawa Tiff Needell                | Toyota 88C                         | B    | 283   |
| 24     | C1     | 37  | Toyota Team Tom's                     | Paolo Barilla Hitoshi Ogawa Tiff Needell                | Toyota 3S-GT 2.1L Turbo I4         | B    | 283   |
| 25     | C1     | 117 | Team Lucky Strike Schanche            | Martin Schanche Robin Smith Robin Donovan               | Argo JM19C                         | G    | 278   |
| 25     | C1     | 117 | Team Lucky Strike Schanche            | Martin Schanche Robin Smith Robin Donovan               | Ford Cosworth DFL 3.3L V8          | G    | 278   |
| 26 NC  | C2     | 113 | Primagaz Competition                  | Max Cohen-Olivar Patrick de Radigues                    | Cougar C12                         | ?    | 273   |
| 26 NC  | C2     | 113 | Primagaz Competition                  | Max Cohen-Olivar Patrick de Radigues                    | Ford Cosworth DFL 3.3L V8          | ?    | 273   |
| 27 NC  | C2     | 151 | Pierre-Alain Lombardi                 | Pierre-Alain Lombardi Bruno Sotty                       | Rondeau M379                       | A    | 271   |
| 27 NC  | C2     | 151 | Pierre-Alain Lombardi                 | Pierre-Alain Lombardi Bruno Sotty                       | Ford Cosworth DFL 3.0L V8          | A    | 271   |
| 28 DNF | C1     | 1   | Silk Cut Jaguar Tom Walkinshaw Racing | Martin Brundle John Nielsen                             | Jaguar XJR-9LM                     | D    | 306   |
| 28 DNF | C1     | 1   | Silk Cut Jaguar Tom Walkinshaw Racing | Martin Brundle John Nielsen                             | Jaguar 7.0L V12                    | D    | 306   |
| 29 DNF | C1     | 23  | Nissan Motorsports                    | Kazuyoshi Hoshino Takao Wada Aguri Suzuki               | Nissan (March) R88C                | B    | 286   |
| 29 DNF | C1     | 23  | Nissan Motorsports                    | Kazuyoshi Hoshino Takao Wada Aguri Suzuki               | Nissan VRH30 3.0L Turbo V8         | B    | 286   |
| 30 DNF | C2     | 103 | Spice Engineering                     | Almo Coppelli Thorkild Thyrring Eliseo Salazar          | Spice SE88C                        | G    | 281   |
| 30 DNF | C2     | 103 | Spice Engineering                     | Almo Coppelli Thorkild Thyrring Eliseo Salazar          | Ford Cosworth DFL 3.3L V8          | G    | 281   |
| 31 DNF | C2     | 131 | Graff Racing                          | Jean-Philippe Grand Jacques Terrien Maurice Guenoun     | Spice SE86C                        | ?    | 263   |
| 31 DNF | C2     | 131 | Graff Racing                          | Jean-Philippe Grand Jacques Terrien Maurice Guenoun     | Ford Cosworth DFL 3.3L V8          | ?    | 263   |
| 32 DNF | C1     | 24  | Dollop Racing                         | Nicola Marozzo Jean-Philippe Frey Ranieri Randaccio     | Lancia LC2                         | D    | 255   |
| 32 DNF | C1     | 24  | Dollop Racing                         | Nicola Marozzo Jean-Philippe Frey Ranieri Randaccio     | Ferrari 308C 3.0L Turbo V8         | D    | 255   |
| 33 DNF | C2     | 127 | Chamberlain Engineering               | Nick Adams Martin Birrane Richard Jones                 | Spice SE86C                        | A    | 223   |
| 33 DNF | C2     | 127 | Chamberlain Engineering               | Nick Adams Martin Birrane Richard Jones                 | Hart 418T 1.8L Turbo I4            | A    | 223   |
| 34 DNF | C1     | 18  | Porsche AG                            | Bob Wollek Sarel van der Merwe Vern Schuppan            | Porsche 962C                       | D    | 192   |
| 34 DNF | C1     | 18  | Porsche AG                            | Bob Wollek Sarel van der Merwe Vern Schuppan            | Porsche Type-935 3.0L Turbo Flat-6 | D    | 192   |
| 35 DNF | C1     | 42  | Noël del Bello Racing                 | Bernard Santal Noël del Bello Bernard de Dryver         | Sauber C8                          | G    | 157   |
| 35 DNF | C1     | 42  | Noël del Bello Racing                 | Bernard Santal Noël del Bello Bernard de Dryver         | Mercedes-Benz M117 5.0L Turbo V8   | G    | 157   |
| 36 DNF | C2     | 121 | Cosmik GP Motorsport                  | Costas Los Wayne Taylor Evan Clements                   | Spice SE87C                        | G    | 145   |
| 36 DNF | C2     | 121 | Cosmik GP Motorsport                  | Costas Los Wayne Taylor Evan Clements                   | Ford Cosworth DFL 3.3L V8          | G    | 145   |
| 37 DNF | C2     | 191 | PC Automotive                         | Olindo Iacobelli Alain Ianette John Graham              | Argo JM19C                         | G    | 130   |
| 37 DNF | C2     | 191 | PC Automotive                         | Olindo Iacobelli Alain Ianette John Graham              | Ford Cosworth DFL 3.3L V8          | G    | 130   |
| 38 DNF | C1     | 3   | Silk Cut Jaguar Tom Walkinshaw Racing | John Watson Raul Boesel Henri Pescarolo                 | Jaguar XJR-9LM                     | D    | 129   |
| 38 DNF | C1     | 3   | Silk Cut Jaguar Tom Walkinshaw Racing | John Watson Raul Boesel Henri Pescarolo                 | Jaguar 7.0L V12                    | D    | 129   |
| 39 DNF | C1     | 13  | Primagaz Competition                  | Pierre Henri Raphanel Michel Ferté                      | Cougar C20B                        | M    | 120   |
| 39 DNF | C1     | 13  | Primagaz Competition                  | Pierre Henri Raphanel Michel Ferté                      | Porsche Type-935 3.0L Turbo Flat-6 | M    | 120   |
| 40 DNF | C2     | 178 | Automobiles Louis Descartes (ALD)     | Sylvain Boulay Gérard Tremblay Michel Lateste           | ALD 04                             | ?    | 103   |
| 40 DNF | C2     | 178 | Automobiles Louis Descartes (ALD)     | Sylvain Boulay Gérard Tremblay Michel Lateste           | BMW M80 3.5L I6                    | ?    | 103   |
| 41 DNF | C1     | 4   | Camel Brun Motorsport                 | Manuel Reuter Walter Lechner Franz Hunkeler             | Porsche 962C                       | M    | 91    |
| 41 DNF | C1     | 4   | Camel Brun Motorsport                 | Manuel Reuter Walter Lechner Franz Hunkeler             | Porsche Type-935 3.0L Turbo Flat-6 | M    | 91    |
| 42 DNF | C1     | 85  | Italya Sport Team LeMans Co.          | Michel Trollé Toshio Suzuki Danny Ongais                | March 88S                          | Y    | 74    |
| 42 DNF | C1     | 85  | Italya Sport Team LeMans Co.          | Michel Trollé Toshio Suzuki Danny Ongais                | Nissan VG30ET 3.2L Turbo V6        | Y    | 74    |
| 43 DNF | C1     | 86  | Italya Sport Team LeMans Co.          | Lamberto Leoni Akio Morimoto Anders Olofsson            | March 88S                          | Y    | 69    |
| 43 DNF | C1     | 86  | Italya Sport Team LeMans Co.          | Lamberto Leoni Akio Morimoto Anders Olofsson            | Nissan VG30ET 3.2L Turbo V6        | Y    | 69    |
| 44 DNF | C1     | 30  | Courage Compétition                   | Paul Belmondo François Migault Ukyo Katayama            | Courage C22                        | M    | 66    |
| 44 DNF | C1     | 30  | Courage Compétition                   | Paul Belmondo François Migault Ukyo Katayama            | Porsche Type-935 2.8L Turbo Flat-6 | M    | 66    |
| 45 DNF | C1     | 51  | WM Secateva                           | Roger Dorchy Claude Haldi Jean-Daniel Raulet            | WM P87                             | M    | 59    |
| 45 DNF | C1     | 51  | WM Secateva                           | Roger Dorchy Claude Haldi Jean-Daniel Raulet            | Peugeot ZNS4 2.8L Turbo V6         | M    | 59    |
| 46 DNF | C2     | 132 | Roland Bassaler                       | Jean-François Yver Roland Bassaler Remy Pochauvin       | Sauber SHS C6                      | A    | 53    |
| 46 DNF | C2     | 132 | Roland Bassaler                       | Jean-François Yver Roland Bassaler Remy Pochauvin       | BMW M80 3.5L I6                    | A    | 53    |
| 47 DNF | C1     | 52  | WM Secateva                           | Pascal Pessiot Jean-Daniel Raulet                       | WM P88                             | M    | 22    |
| 47 DNF | C1     | 52  | WM Secateva                           | Pascal Pessiot Jean-Daniel Raulet                       | Peugeot ZNS4 3.0L Turbo V6         | M    | 22    |
| 48 DNF | C2     | 107 | Chamberlain Engineering               | Claude Ballot-Léna Jean-Louis Ricci Jean-Claude Andruet | Spice SE88C                        | A    | 17    |
| 48 DNF | C2     | 107 | Chamberlain Engineering               | Claude Ballot-Léna Jean-Louis Ricci Jean-Claude Andruet | Ford Cosworth DFL 3.3L V8          | A    | 17    |
| 49     | C1     | 20  | Team Davey                            | Tim Lee-Davey Tom Dodd-Noble                            | Tiga GC88                          | D    | 5     |
| 49     | C1     | 20  | Team Davey                            | Tim Lee-Davey Tom Dodd-Noble                            | Ford Cosworth DFL 3.3L Turbo V8    | D    | 5     |
| DNS    | C2     | 181 | Luigi Taverna Technoracing            | Luigi Taverna Fabio Magnani Roberto Ragazzi             | Olmas GLT-200                      | A    | -     |
| DNS    | C2     | 181 | Luigi Taverna Technoracing            | Luigi Taverna Fabio Magnani Roberto Ragazzi             | Ford Cosworth DFL 3.3L V8          | A    | -     |
| DNS    | C1     | 61  | Team Sauber Mercedes                  | Mauro Baldi James Weaver Jochen Mass                    | Sauber C9                          | M    | -     |
| DNS    | C1     | 61  | Team Sauber Mercedes                  | Mauro Baldi James Weaver Jochen Mass                    | Mercedes-Benz M117 5.0L Turbo V8   | M    | -     |
| DNS    | C1     | 62  | Team Sauber Mercedes                  | Klaus Niedzwiedz Kenny Acheson                          | Sauber C9                          | M    | -     |
| DNS    | C1     | 62  | Team Sauber Mercedes                  | Klaus Niedzwiedz Kenny Acheson                          | Mercedes-Benz M117 5.0L Turbo V8   | M    | -     |

### Statistika
- Najboljši štartni položaj - #17 Porsche AG - 3:15.64
- Najhitrejši krog - #17 Porsche AG - 3:22.50
- Razdalja - 5332.97km
- Povprečna hitrost - 221.765km/h